# Mitakuye Oyasin
Mitakuye Oyasin (tutto è connesso) è una preghiera tradizionale dei Lakota Sioux, spesso utilizzata come ritornello in molte preghiere e molti canti Lakota. Essa riflette la convinzione intrinseca della maggior parte delle tradizioni e credenze dei nativi americani, ove "tutto è connesso".

## Contesto
Tutte le tribù dei nativi americani Lakota, Dakota e Nakota, venerano la preghiera e questa in particolare viene utilizzata in tutte le cerimonie e attività spirituali svolte a Yankton nel Dakota del Sud, come il Peyotismo ad esempio; inoltre viene impiegata come preghiera conclusiva alla fine di altre preghiere, dopo di che il cibo sacro o la sacra pipa vengono passate e condivise tra i membri della cerimonia.
Nel 1940 uno studioso statunitense, Joseph Epes Brown, ha scritto uno studio sulla preghiera Mitakuye Oyasin e la sua rilevanza nella ideologia Sioux di "Connessione di fondo" e "unità".
Le parole introduttive, che danno il nome alla preghiera, sono diventate una "frase fatta" utilizzata per salutarsi, specie in ciò che concerne i diritti degli animali, delle donne e in tutto quello che si può definire "attivismo" per la salvaguardia dei diritti umani.

## Traduzioni
La frase "Aho Mitakuye Oyasin" si può tradurre letteralmente come "tutte le mie relazioni (o parenti)", "siamo tutti connessi", "tutto è connesso" o anche "tutto è in relazione". Si tratta di una preghiera di unità e armonia con tutte le forme di vita: le altre persone, gli animali, gli uccelli, gli insetti, gli alberi e le piante, e perfino le rocce, i fiumi, le montagne e le valli.

## La preghiera
Aho Mitakuye Oyasin.... Tutte le mie relazioni. Vi onoro in questo ciclo di vita con me oggi. Sono grato per questa opportunità di riconoscervi in questa preghiera....
Per il Creatore, per il dono supremo della vita, io ti ringrazio.
Per il popolo minerale che hai costruito e mantenuto le mie ossa e tutto il progetto per la mia esperienza di vita, io ti ringrazio.
Per il popolo floreale che sostieni i miei organi e il mio corpo e mi dai le erbe curative in caso di malattia, io ti ringrazio.
Per il popolo animale che mi nutri dalla tua stessa carne e offri la tua compagnia fedele in questo cammino di vita, io ti ringrazio.
Per il popolo umano che condivide il mio percorso come una sola anima sulla sacra ruota della vita terrena, io ti ringrazio.
Per il popolo Spirituale che mi guida invisibile attraverso gli alti e bassi della vita e per portare la fiaccola della luce attraverso i secoli, io ti ringrazio.
Per i quattro venti di cambiamento e di crescita, io vi ringrazio.
Siete tutti le mie relazioni, i miei parenti, senza i quali non sarei vivo. Siamo nel ciclo della vita insieme, co-esistenti, co-dipendenti, co-creando il nostro destino. L'uno, non meno importante dell'altro. Un popolo che si evolve dall'altro e tuttavia ognuno è dipendente da quello appena sopra e da quello appena sotto. Tutti noi siamo parte del Grande Mistero.
Grazie per questa vita.